# Gąsawy
Gąsawy (prononciation : [ɡɔ̃ˈsavɨ]) est un village polonais de la gmina de Szamotuły dans le powiat de Szamotuły de la voïvodie de Grande-Pologne dans le centre-ouest de la Pologne.
Il se situe à environ 4 kilomètres au nord-est de Szamotuły (siège de la gmina et du powiat), et à 31 kilomètres au nord-ouest de Poznań (capitale de la Grande-Pologne).

## Histoire
De 1975 à 1998, le village faisait partie du territoire de la voïvodie de Poznań.

Depuis 1999, Gąsawy est situé dans la voïvodie de Grande-Pologne.
Le village possède une population de 263 habitants en 2009.